# Гіурке
Гіурке (рум. Ghiurche) — село у повіті Харгіта в Румунії. Входить до складу комуни Чуксинджорджу.
Село розташоване на відстані 216 км на північ від Бухареста, 19 км на схід від М'єркуря-Чука, 144 км на південний захід від Ясс, 88 км на північний схід від Брашова.

## Населення
За даними перепису населення 2002 року у селі проживали 6 осіб, усі — угорці. Усі жителі села рідною мовою назвали угорську.